# Nembrotha rosannulata
Nembrotha rosannulata är en art av nakensnäcka i familjen Polyceridae och beskrevs för första gången 2008 av Pola, Cervera och Gosliner.

## Beskrivning
Matt, mossgrön kropp, med rader av ringformade mönster i orange ringar och svart mitt är det typiska utseendet för denna art. Rhinoporerna har en orange botten och är annars svarta. På ryggen kan det finnas flera förgrenade köttiga kroppsstrukturer som även de är svarta och orange i färgen. Foten är svartlila.
Precis som andra arter i släktet Nembrotha rör sig nakensnäckan mycket långsamt längs med botten och behöver färgerna i avskräckande syfte mot predatorer. Den här arten blir upp till 12 cm. 

## Ekologi
Man finner Nembrotha rosannulata på 14 meters djup. Habitatet utgörs av rev och djuren äter sjöpungar. Det är mycket troligt att Nembrotha rosannulata livnär sig enbart på arten Sigillina cyanea, vilket torde göra den särskilt sårbar för klimatförändringar eller habitatförlust. 
Äggen är klart orange och läggs i anslutning till födokällorna.

## Utbredning
Snäckan förekommer i östra Australien från norra New South Wales till södra Stora barriärrevet.